# Muzio III Sforza di Caravaggio
Muzio III Sforza di Caravaggio (Milano, ... – Milano, 1638) è stato un nobile italiano del XVII secolo, secondo marchese di Caravaggio.

## Biografia
Figlio di Giovanni Paolo II Sforza di Caravaggio e di Maria Aldobrandini, Muzio III ottenne il marchesato di Caravaggio dopo la morte del padre nel 1630. A quell'epoca egli si trovava a Milano con la madre, la quale detenne la reggenza del marchesato in quanto egli era ancora infante.
Raggiunta la maggiore età, nel 1636 entrò nell'ambito politico della città divenendo come era stato già il padre decurione a Milano.
A Firenze il 6 ottobre 1637 Muzio III Sforza di Caravaggio sposò Caterina Pucci di Pitigliano.
Morì precocemente a Milano nel 1638 e non avendo alcun erede,Il trono del marchesato di Caravaggio,passò dunque a suo zio Francesco II.

## Ascendenza
|                                                   |                      |                                | Genitori                                    |  |  | Nonni |  |  | Bisnonni                         |  |  | Trisnonni                    |  |
|                                                   |                      |                                |                                             |  |  |       |  |  | Francesco I Sforza di Caravaggio |  |  | Muzio I Sforza di Caravaggio |  |
|                                                   |                      |                                |                                             |  |  |       |  |  | Francesco I Sforza di Caravaggio |  |  | Muzio I Sforza di Caravaggio |  |
|                                                   |                      | Faustina Sforza di Santa Fiora |                                             |  |  |       |  |  | Francesco I Sforza di Caravaggio |  |  |                              |  |
| Muzio II Sforza di Caravaggio                     |                      |                                |                                             |  |  |       |  |  | Francesco I Sforza di Caravaggio |  |  |                              |  |
|                                                   |                      | Costanza Colonna               | Marcantonio II Colonna, III duca di Paliano |  |  |       |  |  |                                  |  |  |                              |  |
|                                                   |                      | Costanza Colonna               | Marcantonio II Colonna, III duca di Paliano |  |  |       |  |  |                                  |  |  |                              |  |
|                                                   |                      | Costanza Colonna               | Felice Orsini                               |  |  |       |  |  |                                  |  |  |                              |  |
| Giovanni Paolo II Sforza di Caravaggio            |                      | Costanza Colonna               |                                             |  |  |       |  |  |                                  |  |  |                              |  |
|                                                   |                      | …                              | …                                           |  |  |       |  |  |                                  |  |  |                              |  |
|                                                   |                      | …                              | …                                           |  |  |       |  |  |                                  |  |  |                              |  |
|                                                   |                      | …                              | …                                           |  |  |       |  |  |                                  |  |  |                              |  |
| Felice Orsina Damasceni Peretti                   |                      | …                              |                                             |  |  |       |  |  |                                  |  |  |                              |  |
|                                                   |                      | …                              | …                                           |  |  |       |  |  |                                  |  |  |                              |  |
|                                                   |                      | …                              | …                                           |  |  |       |  |  |                                  |  |  |                              |  |
|                                                   |                      | …                              | …                                           |  |  |       |  |  |                                  |  |  |                              |  |
| Muzio III Sforza di Caravaggio                    |                      | …                              |                                             |  |  |       |  |  |                                  |  |  |                              |  |
|                                                   | Giorgio Aldobrandini | Jacopo Aldobrandini            |                                             |  |  |       |  |  |                                  |  |  |                              |  |
|                                                   | Giorgio Aldobrandini | Jacopo Aldobrandini            |                                             |  |  |       |  |  |                                  |  |  |                              |  |
|                                                   | Giorgio Aldobrandini | Bartolomea Ambrogi             |                                             |  |  |       |  |  |                                  |  |  |                              |  |
| Gianfrancesco Aldobrandini, I principe di Meldola | Giorgio Aldobrandini |                                |                                             |  |  |       |  |  |                                  |  |  |                              |  |
|                                                   |                      | Margherita del Corno           | …                                           |  |  |       |  |  |                                  |  |  |                              |  |
|                                                   |                      | Margherita del Corno           | …                                           |  |  |       |  |  |                                  |  |  |                              |  |
|                                                   |                      | Margherita del Corno           | …                                           |  |  |       |  |  |                                  |  |  |                              |  |
| Maria Aldobrandini                                |                      | Margherita del Corno           |                                             |  |  |       |  |  |                                  |  |  |                              |  |
|                                                   |                      | Pietro Aldobrandini            | Silvestro Aldobrandini                      |  |  |       |  |  |                                  |  |  |                              |  |
|                                                   |                      | Pietro Aldobrandini            | Silvestro Aldobrandini                      |  |  |       |  |  |                                  |  |  |                              |  |
|                                                   |                      | Pietro Aldobrandini            | Lisa Dati                                   |  |  |       |  |  |                                  |  |  |                              |  |
| Olimpia Aldobrandini                              |                      | Pietro Aldobrandini            |                                             |  |  |       |  |  |                                  |  |  |                              |  |
|                                                   |                      | Flaminia Ferracci              | …                                           |  |  |       |  |  |                                  |  |  |                              |  |
|                                                   |                      | Flaminia Ferracci              | …                                           |  |  |       |  |  |                                  |  |  |                              |  |
|                                                   |                      | Flaminia Ferracci              | …                                           |  |  |       |  |  |                                  |  |  |                              |  |
|                                                   |                      | Flaminia Ferracci              |                                             |  |  |       |  |  |                                  |  |  |                              |  |